# Гана на зимових Олімпійських іграх 2018
Гана на зимових Олімпійських іграх 2018, що проходили з 9 по 25 лютого 2018 у Пхьончхані (Південна Корея), була представлена 1 спортсменом в 1 виді спорту.

## Спортсмени
| Вид спорту | Чоловіки | Жінки | Всього |
| ---------- | -------- | ----- | ------ |
| Скелетон   | 1        | 0     | 1      |
| Усього     | 1        | 0     | 1      |